# Драгољуб Поповић
Драгољуб Поповић (Београд, 1951) српски је правник.

## Биографија
Рођен је 25. јула 1951. у Београду, где се школовао и 1974. дипломирао на Правном факултету као најбољи студент генерације. На истом факултету је докторирао 1984. с тезом из упоредне историје права. Стекао је диплому трећег степена на Међународном факултету за упоредно право у Бриселу 1985. године.
Од 1980. до 1998. био је запослен на Правном факултету у Београду, где је прошао пут од асистента до редовног професора. Предавао је Општу правну историју и Велике правне системе. Каријера на факултету му је прекинута због неслагања са репресивним Законом о универзитету из 1998. године.
Од 1998. до 2001. године био је адвокат и радио у адвокатској канцеларији Марковић у Београду.
Почев од фебруара 2001. радио је на Институту за федерализам Универзитета у Фрибуру, у Швајцарској, као гостујући истраживач. Посветио се проучавању регионалне државе и написао књигу о европском регионализму.
Од октобра 2001. до септембра 2004. је био у дипломатској служби, обављајући дужност амбасадора Југославије и потом Србије и Црне Горе у Швајцарској.
Један је од оснивача Факултета за пословно право у Београду и на том факултету, који се данас зове Правни факултет Универзитета Унион, предаје Уставно право и Упоредно право. По окончању дипломатске службе вратио се на Факултет за пословно право, где је изабран за редовног професора. У јануару 2005. године је изабран за судију Европског суда за људска права у Стразбуру.
Аутор је више књига, самосталних и коауторских, а учествовао је и у изради неколико уставних нацрта, како за Србију, тако и за државну заједницу Србије и Црне Горе. Објавио је и пет романа и две збирке есеја. За свој први роман, ”Петар међу причама” добио је награду Исидоријана за 2004/2005. годину.
Од 2005. до 2007. године био је председник Српског удружења за уставно право. За допринос уставном праву добио је награду "Миодраг Јовичић" за 2010. годину.
Од 2005. до 2015. био је судија Европског суда за људска права у Стразбуру.

### Стручне књиге
- Оглед о одговорној влади / на примеру њеног настанка у Француској, Београд 1989.
- Стварање модерне државе, Београд 1993; четврто издање 2002.
- Прапочетак српскога парламентаризма, Београд 1996.
- 2002.
- Основи уставног права, Београд 2004.
- Увод у упоредно право, Београд 2005.
- Европски суд за људска права, Београд 2008; друго издање 2017
- Protecting Property in European Human Rights Law, Утрехт 2009.
- The Emergence of European Human Rights Law, Утрехт 2011.
- Европско право људских права, Београд 2012; друго издање 2016
- European Human Rights Law - A Manual, Хаг 2013.
- Comparative Government - In the Early Twenty First Century, Belgrade 2017

### Романи
- Петар међу причама, треће издање 2006.
- Мрављи геније, 2004.
- Идеономинална сенка, 2007.
- Докторанд, 2009.
- Нерасветљено убиство, 2010.

Есеји:
Скице правничких портрета, 2008.
Мисао о праву у делима српских писаца, 2010.